# World Agudath Israel
L'organització World Agudath Israel (en hebreu: אגודת ישראל), usualment coneguda com a Agudat, va ser establerta a principis del segle XX com el braç polític del judaisme ortodox asquenazita dels seguidors de la Torà. Va succeir a l'organització anterior Agudas Shlumei Emunei Yisroel (Unió de Creients Jueus d'Israel) el 1912. La seva base de suport estava localitzada a Europa Oriental abans de la Segona Guerra Mundial, però degut al ressorgiment del moviment hassídic, incloïa a jueus ortodoxos de tot Europa.
L'organització internacional World Agudath Israel, va ser establerta pels líders religiosos jueus ortodoxos, en una conferència celebrada a Katowice, Polònia el 1912. Als rabins els preocupava que el desè Congrés Sionista Mundial hagués derrotat una moció del moviment jueu ortodox i nacionalista Mizrachi per finançar les escoles religioses. L'objectiu de l'associació World Agudath Israel, era enfortir les institucions ortodoxes jueves independents del moviment sionista i de l'organització jueva Mizrachi. No obstant això, l'adveniment de la Primera Guerra Mundial va retardar el desenvolupament i creixement de l'organització.
Durant la Primera Guerra Mundial, el Rabí Dr. Pinchas Kohn i el Rabí Dr. Emmanuel Carlebach (tots dos originaris d'Alemanya), van ser nomenats consellers rabínics de les forces d'ocupació alemanyes a Polònia. En aquell indret, van treballar estretament amb el Rebe de la secta hassídica Ger, el Rabí Avraham Mordechai Alter. Com a resultat d'aquesta col·laboració, els rabins van formar Agudath Israel, el seu objectiu era unificar el judaisme ortodox d'Europa Oriental amb el d'Europa Occidental.
L'associació Agudath Israel va aconseguir un nombre significatiu de seguidors, particularment entre els jueus hassídics. Agudat va tenir representants en les eleccions poloneses després de la Primera Guerra Mundial, i va guanyar escons al parlament d'aquell país (el Sejm). Entre els representants electes es trobaven Alexander Zusia Friedman, el Rabí Meir Shapiro, el Rabí Yosef Nechemya Kornitzer de Cracòvia i el Rabí Aharon Lewin de Reysha.
Entre els erudits i prominents savis de la Torà que van dirigir a l'organització Agudath Yisroel, es trobaven el Rabí de la secta hassídica Ger, el Rabí Radziner, el Rabí Mordechai Yosef Elazar Leiner i el Jafetz Jaim, el Rabí (Israel Meir Kegan). A Letònia, entre els anys 1922 i 1934, els membres de la facció Agudath Israel, liderada pel jueu Mordechai Dubin, van ser triats pel Saeima (el parlament letó). Un altre membre prominent d'Agudath Israel va ser Michoel Ber Weissmandl.
Al Regne Unit, el moviment Agudath Israel va estar representat per la sinagoga Adath Israel, formada el 1909, i la Unió de Congregacions Hebrees Ortodoxes, formada el 1926. El 1943 Agudath Israel representava aproximadament a 5.000 famílies jueves i estava dirigida pel Rabí Dr. Solomon Schonfeld. El secretari britànic de l'organització mundial Agudath Israel, l'ala política del moviment, va ser Harry Goodman, editor de la revista Jewish Weekly. Goodman va exercir un paper clau en el manteniment de l'organització Agudath Israel durant la Segona Guerra Mundial.
Abans de la Segona Guerra Mundial i de l'Holocaust jueu, Agudath Israel dirigia una sèrie d'institucions educatives jueves a tot Europa. Després de la guerra, Agudath ha continuat operant institucions als Estats Units com l'associació Agudath Israel d'Amèrica, i ha fundat un partit polític a Israel. Agudath Israel és dirigit per un consell de savis de la Torà, anomenat Moetzes Gedolei HaTorah, actiu a Israel i als Estats Units.
En el període posterior a la Segona Guerra Mundial, Agudath Israel va aconseguir un cert equilibri amb l'estat sionista d'Israel, que inicialment era dirigit pels jueus seculars. Agudath va ajudar a assegurar un acord entre els líders rabínics i el Primer ministre d'Israel, el jueu David Ben-Gurion, que assegurava la cooperació rabínica amb l'estat, així com la implementació de garanties per fer possible l'observança pública de les lleis del Sàbat i de la Caixrut.
L'organització Agudat Israel es va establir com un partit polític israelià que guanyava escons a la Knesset, ja sigui com el partit Agudat Israel o en coalició amb altres partits ortodoxos que es presentaven sota el nom de Judaisme Unit de la Torà. L'organització World Agudath Israel organitza conferències internacionals, i celebra unes reunions dels savis de la Torà anomenades Knesia Guedola.